# Antonio Cocciolo
Antonio Cocciolo (Farciennes, 8 januari 1960) is een Belgisch syndicalist en politicus voor de marxistische PVDA (PTB).

## Biografie
Cocciolo is de zoon van eerste-generatie Italiaanse arbeidsmigranten in België. Van opleiding elektromecanicien, werkte hij 27 jaar lang bij machinebouwer Caterpillar in Gosselies. Hij werd er syndicaal actief en werd er vakbondsafgevaardigde en 13 jaar lang hoofdafgevaardigde voor de socialistische vakbond ABVV-FGTB.
Hij klom verder op binnen de FGTB en was van 2004 tot 2011 provinciaal secretaris en van 2011 tot 2022 voorzitter van FGTB-MWB Henegouwen-Namen, de vakcentrale voor de metaalindustrie binnen de FGTB. Daarnaast was hij van 2016 tot 2021 voorzitter van de gewestelijke FGTB-afdeling van Charleroi-Zuid-Henegouwen.
Als syndicalist riep Cocciolo op tot een uitgesproken links politiek alternatief van marxisten, socialisten en ecologisten. Bij de Europese verkiezingen van 2024 stond Cocciolo als verruimingskandidaat op de PVDA-lijst in het Frans kiescollege, maar werd hij niet verkozen. In datzelfde jaar werd hij door de partij gecoöpteerd in de Senaat.